# USS John F. Kennedy (CV-67)
USS John F. Kennedy (CVA-67/CV-67) là một siêu hàng không mẫu hạm, chiếc duy nhất trong phân lớp của nó, vốn là một biến thể của lớp tàu sân bay Kitty Hawk, được Hải quân Hoa Kỳ chế tạo trong thập niên 1960. Là chiếc tàu sân bay chạy năng lượng thông thường cuối cùng của Hải quân Mỹ, nó là chiếc tàu chiến đầu tiên được đặt theo tên vị Tổng thống thứ 35 của Hoa Kỳ, John F. Kennedy, và còn có biệt danh là "Big John".
Sau gần 40 năm phục vụ cùng Hải quân Hoa Kỳ, John F. Kennedy chính thức xuất biên chế vào ngày 1 tháng 8 năm 2007, được cho neo đậu tại Philadelphia, và cho đến năm 2017 vẫn được Hải quân giữ lại, sẵn sàng để trao tặng nhằm bảo tồn như một tàu bảo tàng. Đến cuối năm 2017, Hải quân công bố quyết định sẽ tháo dỡ con tàu. Cái tên USS John F. Kennedy giờ đây được đặt cho chiếc tàu sân bay tương lai chạy năng lượng hạt nhân thuộc lớp Gerald R. Ford: chiếc John F. Kennedy (CVN-79).

## Thiết kế và chế tạo
John F. Kennedy là một phiên bản cải biến từ lớp tàu sân bay Kitty Hawk Nguyên được dự định như là chiếc thứ tư của lớp Kitty Hawk, nó được áp dụng nhiều cải biến đang khi chế tạo nên tạo ra một lớp phụ riêng biệt. Con tàu nguyên được đặt hàng như một tàu sân bay chạy năng lượng hạt nhân thuộc lớp Enterprise, sử dụng lò phản ứng A3W, việc chi phí chế tạo bị đội lên đáng kể khi đóng chiếc Enterprise đã đưa đến việc hủy bỏ, và con tàu được đặt hàng trở lại như một chiếc lớp Kitty Hawk chạy năng lượng thông thường. Đảo cấu trúc thượng tầng có đôi chút khác biệt so với lớp Kitty Hawk, khi các ống khói nghiêng ra ngoài để phân tán khói ra xa khỏi sàn đáp. Kennedy cũng có chiều dài sàn đáp ngắn hơn 17 ft (5,2 m) so với lớp Kitty Hawk.
Được hợp đồng theo đặc tả Ship Characteristic Board SCB-127C, con tàu được đặt lườn tại xưởng tàu của hãng Newport News Shipbuilding vào ngày 22 tháng 10 năm 1964. Nó được hạ thủy vào ngày 27 tháng 5 năm 1967, được đỡ đầu bởi bà quả phụ Jacqueline Kennedy và cô con gái 9 tuổi Caroline của cố Tổng thống Kennedy, hai ngày trước kỷ niệm sinh nhật thứ 50 của Tổng thống Kennedy. Nó nhập biên chế vào ngày 7 tháng 9 năm 1968.

## Lịch sử hoạt động

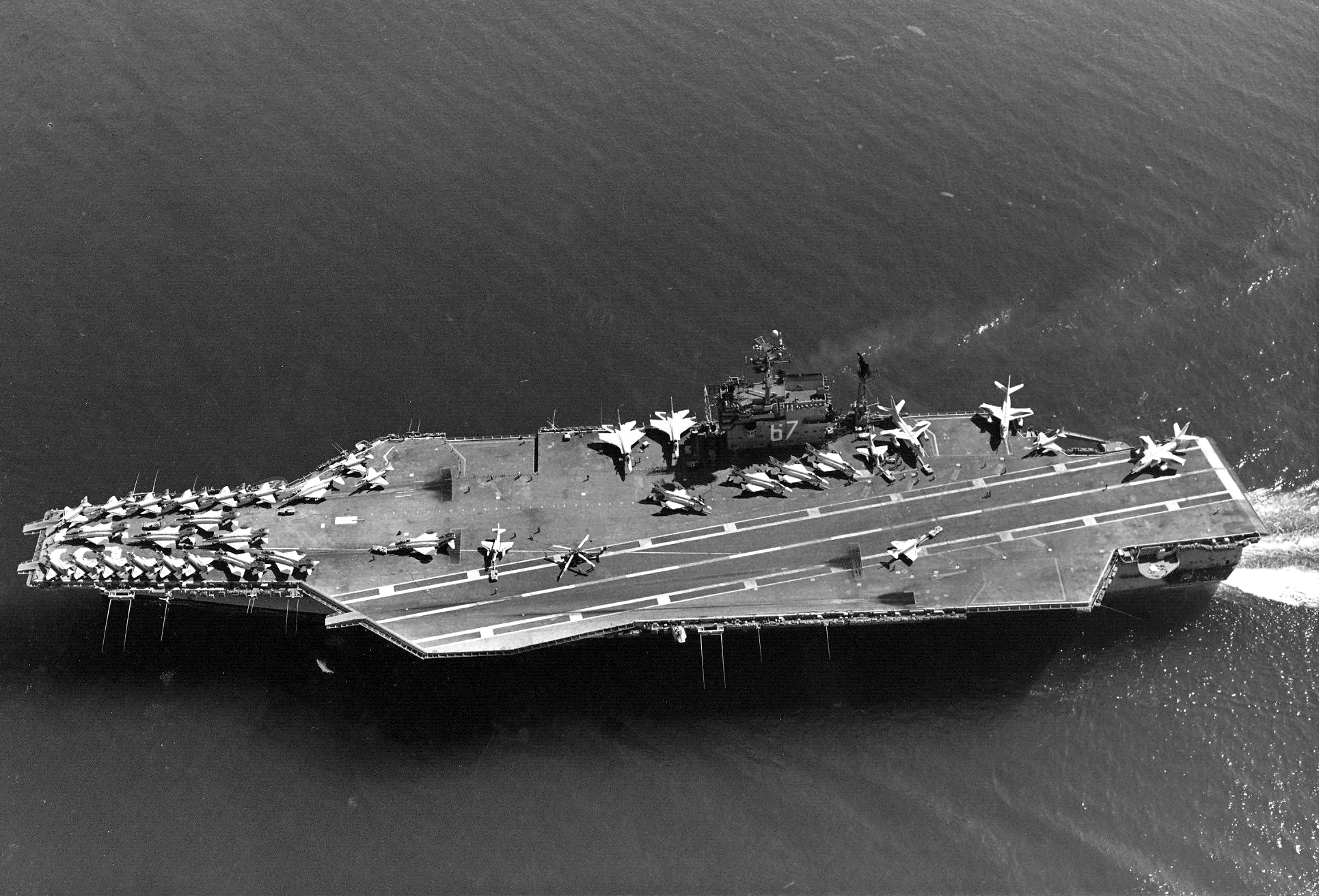
John F. Kennedy trong chuyến đi chạy thử máy, tháng 12 năm 1968

### Thập niên 1970
Sau đợt thanh tra sẵn sàng chiến đấu của Tư lệnh Đội tàu sân bay 2,  John F. Kennedy lên đường đi Địa Trung Hải vào tháng 4 năm 1969, đi đến Căn cứ Hải quân Rota, Tây Ban Nha vào sáng ngày 22 tháng 4 để thay phiên cho tàu sân bay Forrestal (CVA-59). Chuẩn đô đốc Pierre N. Charbonnet, Tư lệnh Lực lượng Tấn công tàu sân bay trực thuộc Đệ lục Hạm đội và là Tư lệnh Đơn vị Đặc nhiệm Tàu sân bay Tấn công 60.1.9, chuyển cờ hiệu của ông sang John F. Kennedy. Chiếc tàu sân bay mới, được các tàu khu trục hộ tống, băng qua eo biển Gibraltar vào nữa đêm ngày 22 tháng 4; và sang ngày hôm sau được tiếp nhiên liệu từ chiếc Marias (AO-57). Nó bị một tàu khu trục lớp Kotlin của Hải quân Liên Xô mang số hiệu lườn 383 theo dõi.

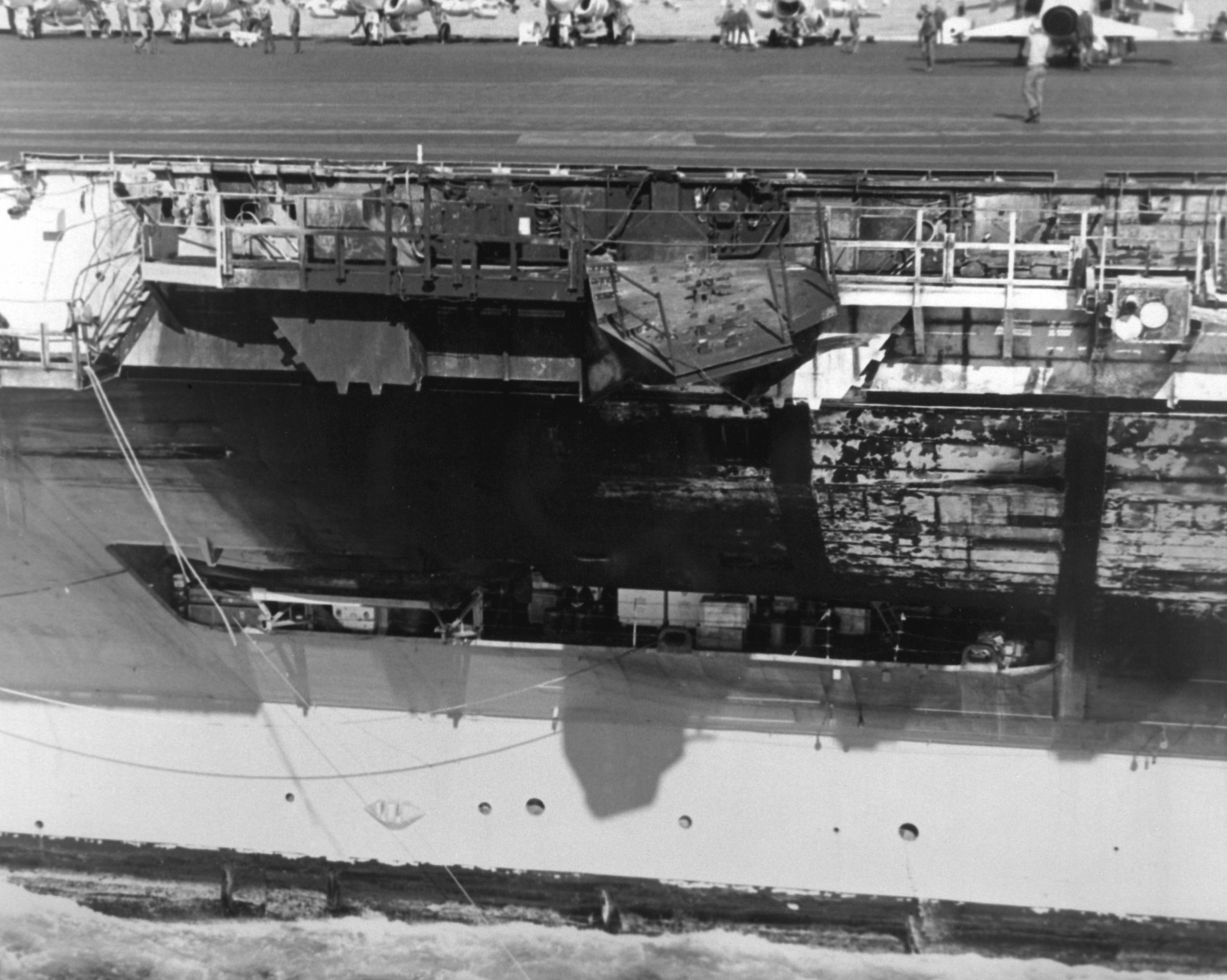
Hư hại mà tàu sân bay John F. Kennedy chịu đựng sau tai nạn va chạm với tàu tuần dương

Chuyến đi đầu tiên của John F. Kennedy, và trong nhiều chuyến đi tiếp theo sau của nó, là được bố trí sang Địa Trung Hải trong phần lớn thời gian của thập niên 1970 nhằm đối phó với tình hình ngày càng xấu đi tại khu vực Trung Đông. Cũng trong thập niên 1970, chiếc tàu sân bay được nâng cấp để hoạt động cùng các kiểu máy bay mới Grumman F-14 Tomcat và S-3 Viking. Nó được Hải quân huy động để phản ứng sau khi xảy ra cuộc Chiến tranh Yom Kippur vào tháng 10 năm 1973; và nó chịu đựng một tai nạn hỏa hoạn vào tháng 6 năm 1975 đang khi neo đậu trong cảng Norfolk, Virginia.
Vào ngày 22 tháng 11 năm 1975, John F. Kennedy mắc tai nạn va chạm với Belknap (CG-26), khiến chiếc tàu tuần dương bị hư hại đáng kể. Sau khi va chạm, nhiên liệu phản lực JP-5 từ các ống dẫn bị vỡ tràn ra lối đi dọc sàn đáp, và hỏa hoạn bùng phát trên cả hai con tàu. Lửa bao trùm khắp cấu trúc thượng tầng của Belknap cho đến sàn chính, khiến bảy thành viên thủy thủ đoàn thiệt mạng; trên John F. Kennedy, một thủy thủ chết do ngạt khói.
Vào ngày 14 tháng 9 năm 1976, đang khi tiếp nhiên liệu trên đường đi vào ban đêm tại vị trí cách bờ biển Scotland 100 dặm (160 km) về phía Bắc, Bordelon (DD-881) bị mất kiểm soát và va chạm với John F. Kennedy, đưa đến hậu quả chiếc tàu khu trục bị hư hại nặng và phải ngừng hoạt động vào năm 1977. Trước đó cùng ngày hôm đó, sau khi bị trục trặc máy phóng, một máy bay tiêm kích F-14 Tomcat trang bị tên lửa không đối không AIM-54 Phoenix bị đẩy ra khỏi sàn đáp và rơi xuống nước trong vùng biển quốc tế. Cả viên phi công lẫn sĩ quan radar đều kịp phóng ra ngoài và vẫn sống sót, cho dù bị thương. Một cuộc chạy đua đã diễn ra, bằng các hạm tàu nổi và tàu ngầm giữa Hải quân Xô Viết và Hải quân Hoa Kỳ, nhằm thu hồi không chỉ con tàu (với hệ thống vũ khí của nó), mà cả với kiểu tên lửa tiên tiến mà nó mang theo.
Trong năm 1979, John F. Kennedy trải qua đợt đại tu đầu tiên tại Xưởng hải quân Norfolk, Virginia, kéo dài đến một năm và chỉ hoàn tất vào năm 1980. Vào ngày 9 tháng 4 năm 1979, nó chịu đựng năm đám cháy do cố ý gây hỏa hoạn, khiến một công nhân xưởng tàu thiệt mạng và làm bị thương 34 người khác. Đến ngày 5 tháng 6, lại có thêm hai vụ hỏa hoạn khác nhưng không gây thương vong về người.

### Thập niên 1980

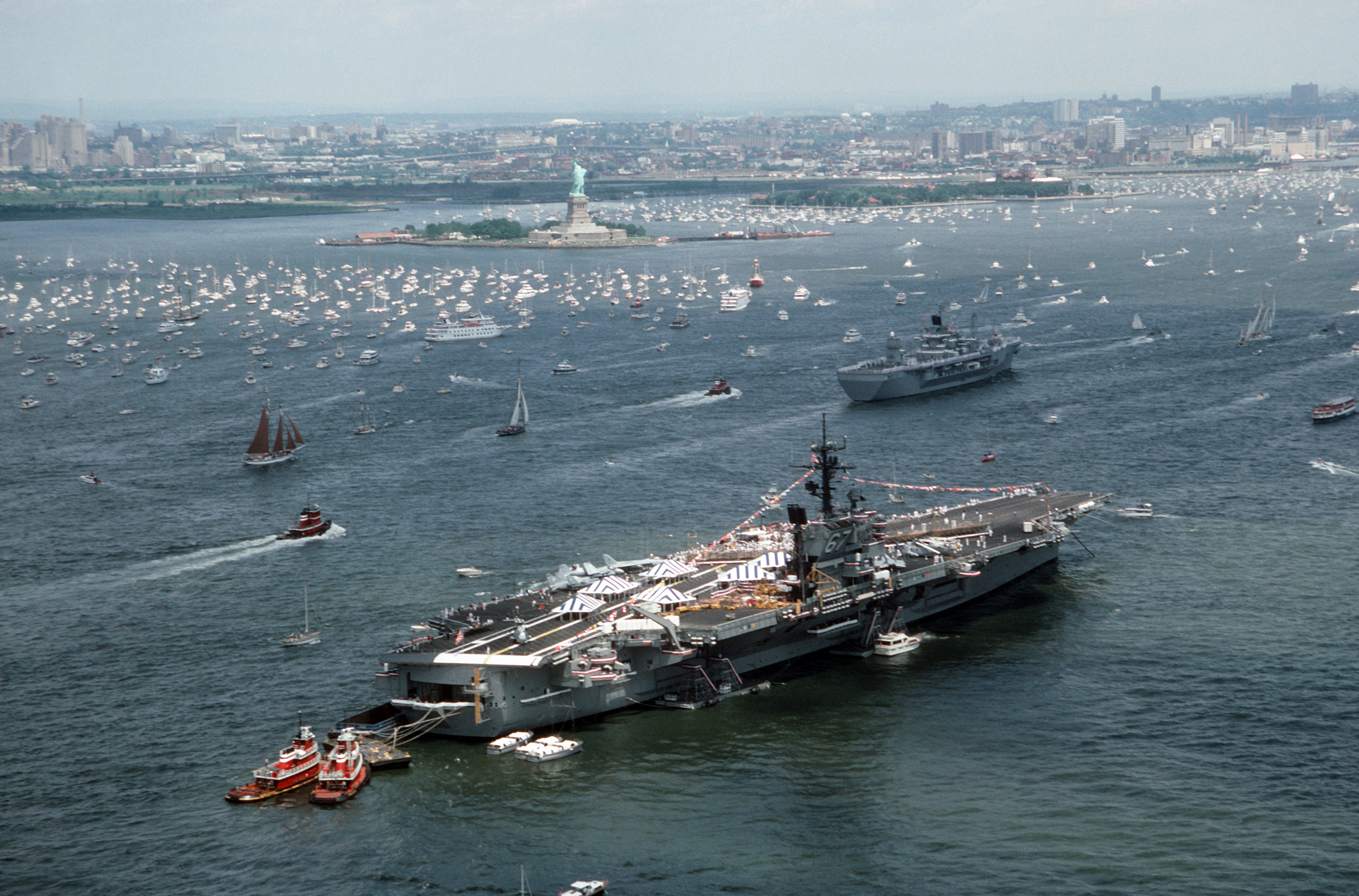
Nhìn từ phía đuôi bên mạn phải của John F. Kennedy, trong cuộc duyệt binh hải quân quốc tế tại cảng New York nhân Ngày Độc lập, 4 tháng 7 năm 1986.

Vào ngày 4 tháng 8 năm 1980, John F. Kennedy rời Norfolk, Virginia cho một chuyến đi sang Địa Trung Hải.
Vào ngày 4 tháng 1 năm 1982, John F. Kennedy, cùng Không đoàn Tàu sân bay 3 (CVW-3) trên tàu, khởi hành từ Norfolk trong vai trò soái hạm của Đội đặc nhiệm Tàu sân bay 4 cho một chuyến đi sang hoạt động tại Ấn Độ Dương. Sau khi ghé qua St. Thomas, quần đảo Virgin thuộc Mỹ và Málaga, Tây Ban Nha, nó băng qua kênh đào Suez và viếng thăm Perth, Western Australia từ ngày 19 tháng 3 đến ngày 25 tháng 3. Trong lượt quay trở về, chiếc tàu sân bay đã đón tiếp người đứng đầu nhà nước Somalia, tướng Mohamed Siad Barre, và hoàn tất chuyến đi sau khi ghé qua Mombasa, Kenya và Toulon, Pháp trước khi về đến Newport vào ngày 14 tháng 7.
Vào tháng 10 năm 1983, đang trên đường đi Ấn Độ Dương theo kế hoạch, John F. Kennedy chuyển hướng đến Beirut, Liban sau khi xảy ra sự kiện đánh bom trại binh làm thiệt mạng 241 binh sĩ Hoa Kỳ tham gia vào Lực lượng Đa quốc gia gìn giữ hòa bình. Chiếc tàu sân bay đã trải qua suốt thời gian cho đến đầu năm 1984 tuần tra tại khu vực. Vào ngày 4 tháng 12 năm 1983 mười chiếc A-6 Intruder của John F. Kennedy cùng những chiếc A-6 và A-7 Corsair II từ tàu sân bay Independence (CV-62) đã tham gia một cuộc ném bom xuống Beirut, nhằm đáp trả việc hai máy bay F-14 Tomcat bị tấn công một ngày trước đó. Hải quân bị mất hai máy bay trong cuộc không kích này: một chiếc A-7E từ Independence và một chiếc A-6E của John F. Kennedy bị tên lửa đất đối không bắn rơi. Phi công chiếc A-7E được một tàu đánh cá cứu vớt, nhưng phi công chiếc A-6E, Đại úy Mark Lange thiệt mạng sau khi phóng ra, còn hoa tiêu là Trung úy Bobby Goodman bị bắt làm tù binh. Ông được thả vào ngày 3 tháng 1 năm 1984.

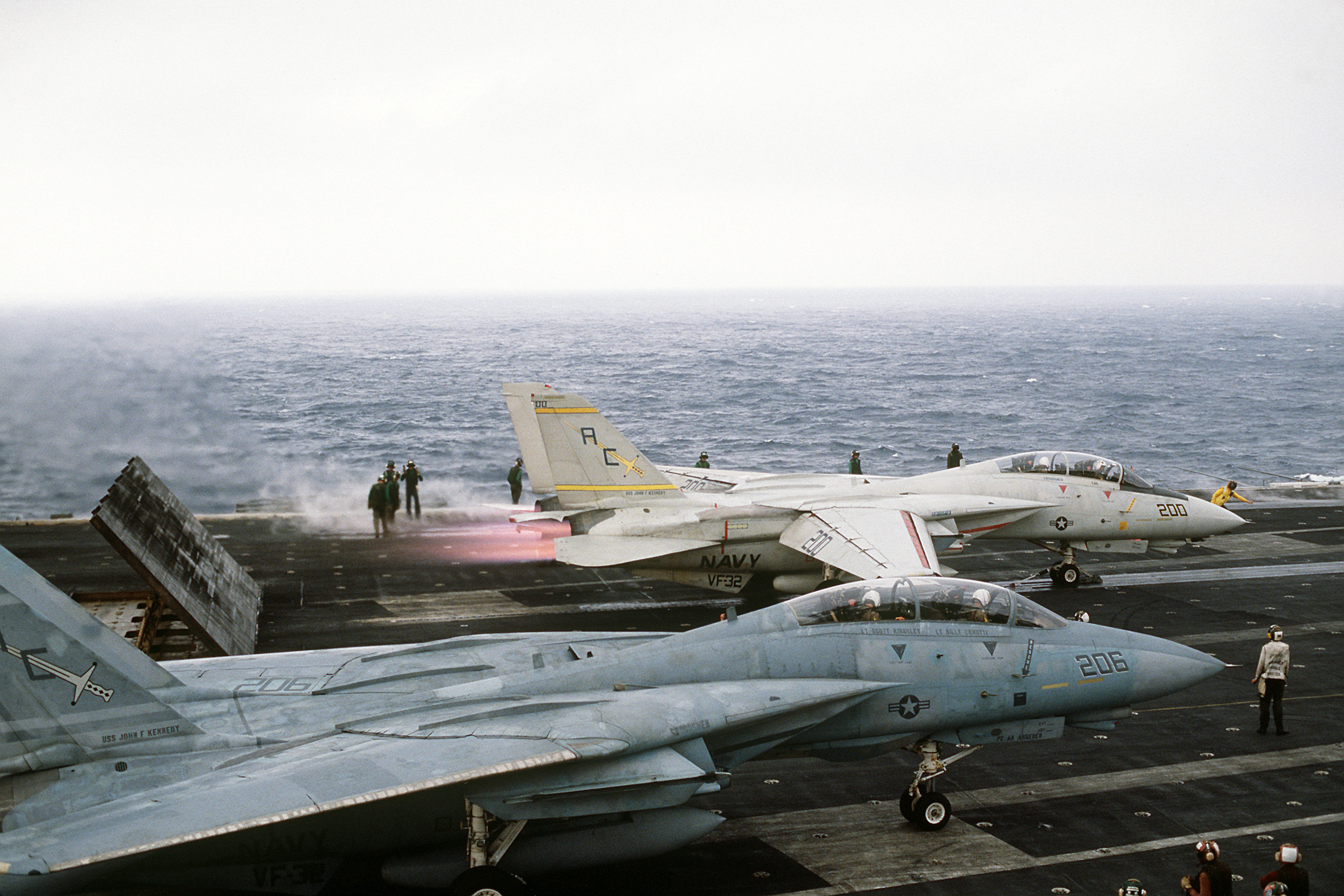
Một máy bay tiêm kích F-14A Tomcat thuộc Phi đội VF-32 chuẩn bị để được phóng lên từ Kennedy trong chuyến đi sang Địa Trung Hải 1986.

Trong năm 1984, John F. Kennedy đi vào ụ tàu tại Xưởng hải quân Norfolk, nơi nó trải qua một lượt đại tu và nâng cấp phức tạp kéo dài đến một năm rưỡi. Nó lên đường vào tháng 7, 1986 để tham gia cuộc Duyệt binh Hải quân quốc tế kỷ niệm 100 năm khánh thành tượng Nữ thần Tự do, giữ vai trò soái hạm của hạm đội hải quân tham gia duyệt binh, trước khi khởi hành cho lượt hoạt động thứ 11 ở nước ngoài. Đi đến Địa Trung Hải vào tháng 8, nó tham gia các cuộc tập trận để thực thi quyền Tự do hàng hải trong vịnh Sidra mà Libya đơn phương tuyên bố có chủ quyền, cũng như ngoài khơi bờ biển Liban nhằm đáp trả lại các hoạt động khủng bố đang gia tăng nhắm vào công dân Hoa Kỳ tại Beirut. Con tàu quay trở về Norfolk, Virginia vào tháng 3, 1987, và lại đi vào ụ tàu một lần nữa, trải qua một đợt nâng cấp và sửa chữa kéo dài 15 tháng.
Vào tháng 8, 1988, John F. Kennedy lên đường cho lượt hoạt động thứ 12 ở nước ngoài. Trong đợt này, hai máy bay tiêm kích MiG-23 Flogger của Libya đã tiếp cận đội đặc nhiệm tàu sân bay, cách 81 dặm (130 km) ngoài khơi bờ biển Libya, gần vùng biển vịnh Sidra. Chiếc tàu sân bay đã tung ra hai chiếc F-14 Tomcat thuộc Phi đội VF-32 "Fighting Swordsmen" để ngăn chặn những chiếc MiG đang tiếp cận, cố gắng hướng dẫn chúng cách xa đội hình tàu sân bay. Hoạt động cơ động của những chiếc MiG bị đánh giá là thù địch vì liên tục đối đầu trực tiếp với những chiếc F-14, và sau đó cả hai chiếc MiG của Lybya bị bắn rơi bằng tên lửa không đối không.

### Thập niên 1990

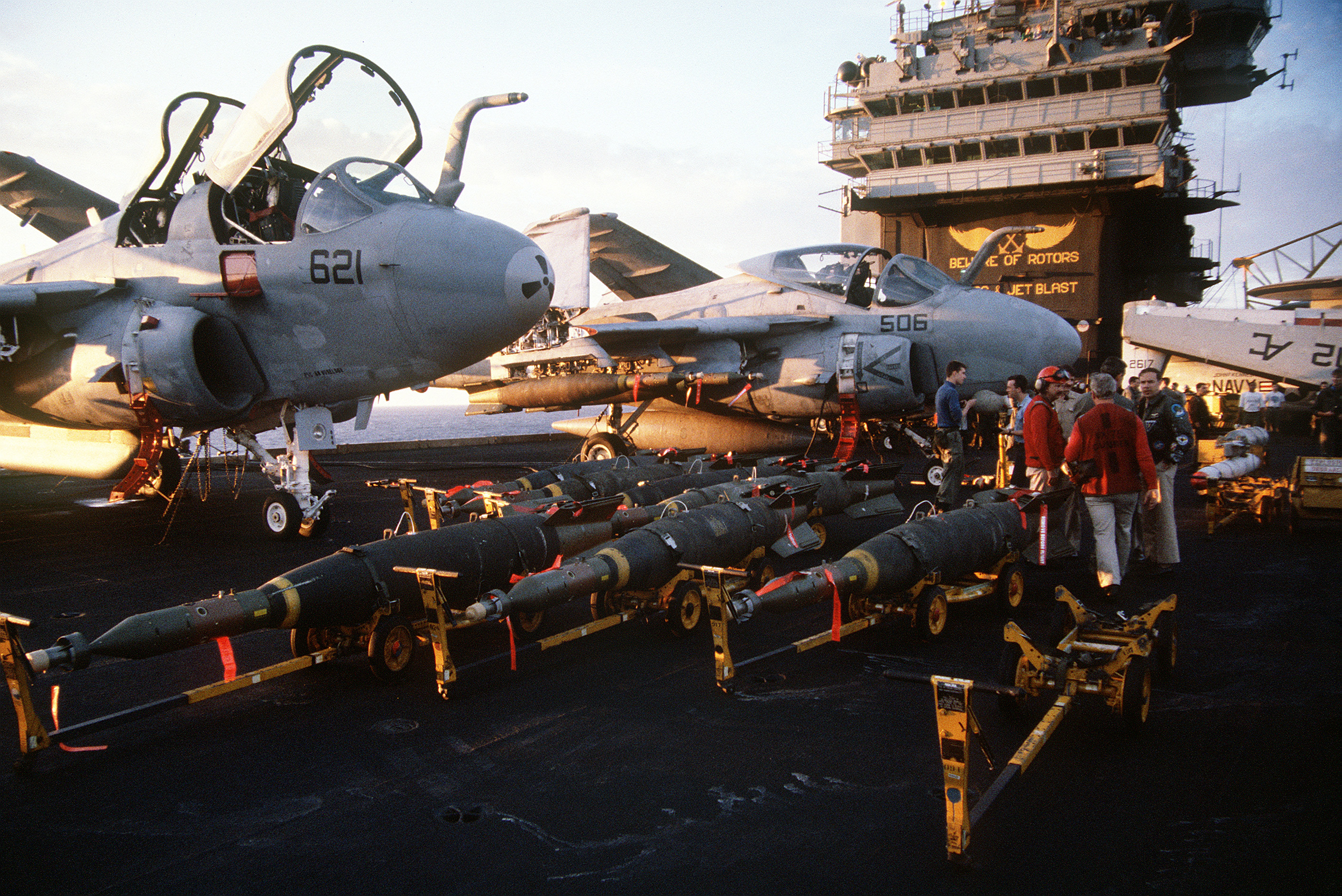
Bom dẫn đường bằng laser xếp trên sàn đáp John F. Kennedy, chuẩn bị để không kích xuống Iraq trong Chiến dịch Desert Storm, 23 tháng 1, 1991. Chiếc A-6E Intruder phía sau được trang bị bom dẫn đường laser.

John F. Kennedy quay trở về Hoa Kỳ vừa kịp lúc để tham gia lễ hội nhân Tuần lễ Hạm đội tại New York và mừng Lễ Độc lập tại Boston, Massachusetts. Nhân sự thủy thủ đoàn bất ngờ được gọi tập trung trở lại vào ngày 10 tháng 8, 1990 nhằm chuẩn bị cho việc tham gia Chiến dịch Lá chắn Sa mạc. Do đang chuẩn bị đi vào ụ tàu cho một đợt sửa chữa khác, con tàu đã tháo bỏ hết nhiên liệu và đạn dược; và sau khi lệnh huy động khẩn cấp được đưa ra, trong vòng 24 giờ nó phải chất lên tàu mọi tiếp liệu cần thiết, rồi được tiếp thêm nhiên liệu và đạn dược đang trong quá trình vượt Đại Tây Dương. Lên đường vào ngày 15 tháng 8, 1990, nó đi sang vùng chiến sự nhanh hơn bất kỳ con tàu nào khác kể từ thời Chiến tranh Việt Nam.
Phó Tổng thống Dan Quayle đã viếng thăm John F. Kennedy trong bốn giờ vào ngày 1 tháng 1, 1991, biểu thị tình đoàn kết quốc gia đối với lực lượng tham gia chiến dịch tại Trung Đông. Con tàu trở thành soái hạm của Tư lệnh Lực lượng Tác chiến Hồng Hải, và sau nữa đêm ngày 17 tháng 1, lúc 01 giờ 20 phút, nữa giờ sau các đơn vị Không quân, máy bay thuộc Không đoàn Tàu sân bay CVW-3 bắt đầu những đợt không kích xuống Iraq trong khuôn khổ Chiến dịch Bão táp Sa mạc. Cho đến khi có lệnh ngừng bắn, chiếc tàu sân bay đã tung ra tổng cộng 114 lượt không kích với khoảng 2.900 phi vụ, ném khoảng 3.500.000 pound (1.600 t) bom đạn.
Đến ngày 27 tháng 2, Tổng thống George H. W. Bush tuyên bố ngừng bắn sau khi đạt được kết quả như mong đợi. John F. Kennedy được thay phiên và bắt đầu hành trình dài để quay trở về nhà, băng qua kênh đào Suez và về đến Norfolk vào ngày 28 tháng 3. Con tàu chuyển đến Xưởng hải quân Norfolk vào ngày 28 tháng 5, và trong bốn tháng tiếp theo sau, công nhân xưởng tàu đã sửa chữa động cơ, nồi hơi, máy phát điện, điều hòa nhiệt độ cùng bổ sung hệ thống quản lý dữ liệu thông tin. Nó cũng được trang bị hệ thống chỉ huy và kiểm soát NTSC-A, nâng cấp sàn đáp với bề mặt chống trượt và hầm chứa máy bay để có thể tiếp nhận và hoạt động kiểu máy bay mới F/A-18C/D Hornet.
Sau khi việc sửa chữa và nâng cấp hoàn tất vào ngày 1 tháng 10, 1991, John F. Kennedy hoạt động chạy thử máy, thực hành huấn luyện và tập trận dọc theo các cảng bờ Đông Hoa Kỳ trong một năm tiếp theo. Nó khởi hành từ Norfolk vào ngày 7 tháng 10, 1992 cho lượt phục vụ thứ 14 tại Địa Trung Hải, thay phiên cho tàu sân bay Saratoga (CV-60) vào ngày 22 tháng 10. Trong quá trình tuần tra, thực hành huấn luyện và tập trận, nó đã hỗ trợ cho nhiều lực lượng đặc nhiệm khác nhau trong các hoạt động can thiệp tại Nam Tư. Nó đã lần lượt viếng thăm các cảng Ý, Ai Cập, Morocco và Pháp trước khi được tàu sân bay Theodore Roosevelt (CVN-71) thay phiên vào ngày 25 tháng 3, 1993 và về đến Norfolk vào ngày 7 tháng 4.

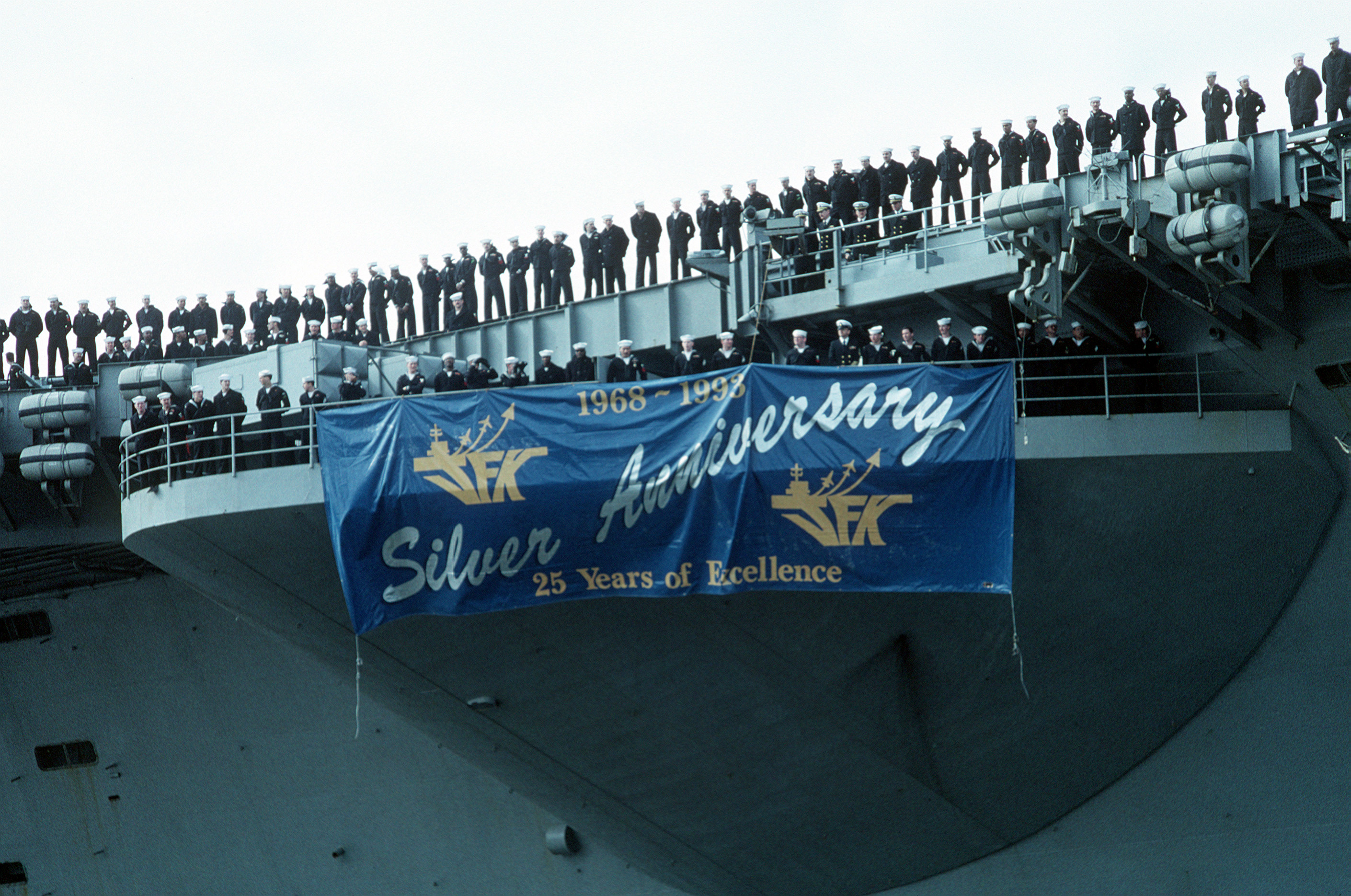
Cận cảnh biểu ngữ giăng bên mạn phải John F. Kennedy, 7 tháng 4, 1993, khi nó quay trở về Norfolk sau lượt phục vụ tại Địa Trung Hải.

Sau khi nghỉ ngơi cùng những hoạt động thường lệ dọc theo vùng bờ Đông Hoa Kỳ, John F. Kennedy được gửi đến Xưởng hải quân Philadelphia vào ngày 14 tháng 9, 1993 cho một lượt đại tu và hiện đại hóa kéo dài gần hai năm. Sau khi hoàn tất gói nâng cấp trị giá 491 triệu Đô-la vào ngày 3 tháng 9, 1995, chiếc tàu sân bay chuyển đến cảng nhà mới tại Mayport gần Jacksonville, Florida, và từ ngày 1 tháng 10 bắt đầu được chuyển sang vai trò kết hợp tàu sân bay huấn luyện của Hải quân Dự bị Hoa Kỳ đồng thời là tàu sân bay dự bị của Hạm đội Đại Tây Dương.
Với một thành phần thủy thủ đoàn dự bị bán thời gian, John F. Kennedy sẵn sàng để phối thuộc hoạt động với một không đoàn tàu sân bay thường trực hay dự bị mỗi khi được huy động để hỗ trợ cho một nhiệm vụ tác chiến khi cần thiết. Trong vai trò này, chức năng chủ yếu của nó là cung cấp hoạt động tăng cường, và trong thời bình là hỗ trợ các nhu cầu huấn luyện. Chiếc tàu sân bay sẽ tham gia các đợt tập trận thường xuyên của hạm đội, huấn luyện chuẩn nhận cho phi công tàu sân bay và huấn luyện chiến thuật nhóm tác chiến tàu sân bay.
Động lực của sáng kiến này là do tình trạng cắt giảm ngân sách quốc phòng trong giai đoạn hậu Chiến tranh Lạnh vào giữa thập niên 1990. Tuy nhiên, Hải quân Dự bị Hoa Kỳ không bao giờ được cung cấp đủ ngân sách để hoàn thành những yêu cầu bảo trì chính cho John F. Kennedy, và tình hình càng thêm trầm trọng khi việc cắt giảm ngân sách khiến phải loại bỏ Không đoàn Tàu sân bay Dự bị 30, và chuyển trạng thái Không đoàn Tàu sân bay Dự bị 20 thành một không đoàn hỗ trợ chiến thuật không hoạt động tác chiến, cũng như phải đưa nhiều máy bay chiến đấu thuộc lực lượng dự bị trở lại hoạt động thường trực. Sau vụ khủng bố tại thành phố New York ngày 11 tháng 9, 2001, khái niệm Tàu sân bay Hoạt động Dự bị được hủy bỏ và con tàu quay trở lại hạm đội hiện dịch thường trực, được tiến hành chu kỳ bảo trì và đại tu như những tàu sân bay khác.
Trong chuyến đi vượt Đại Tây Dương vào năm 1996, John F. Kennedy đã có chuyến viếng thăm Dublin, Ireland; tại đây hơn 10.000 người đã được mời tham quan con tàu khi nó neo đậu trong vịnh Dublin. Chuyến thăm viếng này nhằm mục đích tôn vinh hai nhân vật có ảnh hưởng lớn trong lịch sử: John F. Kennedy, người được đặt tên cho con tàu; và Thiếu tướng Hải quân John Barry, nguyên quán tại hạt Wexford, Ireland, vốn đã có những đóng góp quan trọng trong thời kỳ đầu của Hải quân Hoa Kỳ. Sĩ quan và thủy thủ con tàu đã tham gia các hoạt động quân sự và dân sự tại địa phương để vinh danh những thành tích của Barry tại tượng đài của ông ở bến Crescent, Wexford, và ba máy bay F-14 Tomcat đã bay biểu diễn ở độ cao thấp bên trên thị trấn. Jean Kennedy Smith, em gái John F. Kennedy đồng thời là Đại sứ Hoa Kỳ tại Ireland vào lúc đó, là một trong số những người chào đón con tàu tại Ireland. Trong chuyến thăm Ireland, gió lốc trong vịnh Dublin đã xô đẩy cầu tàu làm thủng một lổ hổng lớn bên lườn tàu.
Chuyến đi thứ 15 của John F. Kennedy sang khu vực Địa Trung Hải bao gồm hai lượt băng qua kênh đào Suez và một giai đoạn bốn tháng hoạt động trog khu vực vịnh Ba Tư. Vào một đêm tại vùng vịnh, hai máy bay F-14 Tomcat của Iran đã bay ở cao độ thấp và tốc độ cao hướng thẳng đến con tàu. Tàu tuần dương AEGIS Vicksburg (CG-69) bắt được tín hiệu những máy bay phản lực trên radar và phát thông tin cảnh báo họ cần đổi hướng; hai chiếc F-14 đã quay trở lại căn cứ của họ. Con tàu quay trở về nhà kịp thời để tham dự lễ hội Tuần lễ Hạm đội 1998 tại thành phố New York.
Ngay trước chuyến đi thứ 16 của John F. Kennedy, nó tham gia một hoạt động cứu hộ, khi chiếc tàu kéo Gulf Majesty bị đắm trong cơn bão Floyd vào giữa tháng 9, 1999. Chiếc tàu sân bay đã cứu vớt thành công thủy thủ đoàn chiếc tàu kéo, rồi lên đường hướng sang khu vực Trung Đông, nơi nó trở thành chiếc tàu sân bay Hoa Kỳ đầu tiên viếng thăm cảng Al Aqabah, Jordan, và đã đón tiếp Vua Abdullah II viếng thăm tàu. Sau đó nó tham gia Chiến dịch Kiểm soát miền Nam, thực thi một lệnh cấm bay tại khu vực phía Nam vĩ tuyến 32 ở Iraq, nhằm cố ngăn chặn chính quyền của Tổng thống Saddam Hussein đàn áp cộng đồng người Hồi giáo Shi'ite.
Đến cuối năm 1999, John F. Kennedy trở thành chiếc tàu sân bay cuối cùng của Hải quân Hoa Kỳ chạy bằng năng lượng thông thường còn hoạt động. Nó quay trở về cảng Mayport vào ngày 19 tháng 3, 2000, và sau một đợt bảo trì ngắn, khi nó được trang bị hệ thống chỉ huy và kiểm soát Advanced combat direction system (ACDS), con tàu lên đường tham gia cuộc Duyệt binh Quốc tế Hạm đội nhân Ngày Độc lập Hoa Kỳ 4 tháng 7. Nó tiếp tục đi đến Boston, Massachusetts tham gia lễ hội Sail Boston 2000, một phần của sự kiện Chiến dịch Thuyền buồm quốc tế 2000 tổ chức dọc bờ biển Đại Tây Dương từ New London, Connecticut cho đến Portland, Maine.

### 2000 - 2007

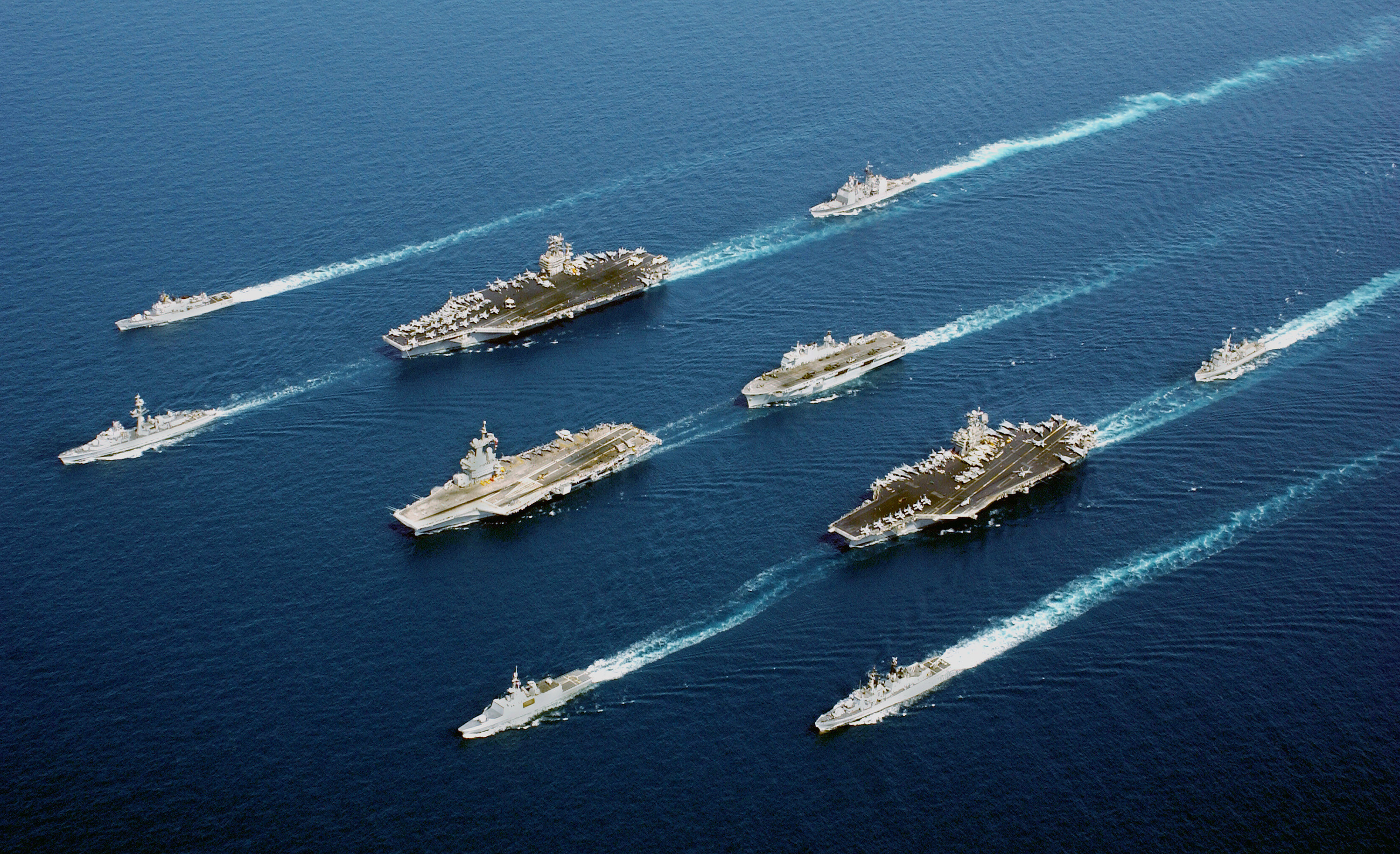
USS John F. Kennedy (phía dưới bên phải) cùng tàu chiến thuộc 5 quốc gia tham gia Chiến dịch Tự do Bền vững, ngày 16 tháng 4, 2002.

Trong đợt tái trang bị sau cùng, John F. Kennedy được sử dụng làm nền tảng thử nghiệm cho hệ thống Cooperative Engagement Capability (CEC: khả năng giao chiến cộng tác), nhằm tăng phạm vi hoạt động các hệ thống phòng không và chống tên lửa, thông qua sử dụng thông tin từ nhiều nguồn máy bay và tàu chiến khác. Trong một đợt chạy thử chuẩn bị trước khi bố trí phục vụ vào năm 2001, người ta phát hiện con tàu chịu một số khiếm khuyết nghiêm trọng trên một số khía cạnh, đặc biệt là những vấn đề liên quan đến hoạt động không lực. Đang kể nhất là hai máy phóng máy bay và ba thang nâng máy bay đã không hoạt động vào lúc được thanh tra, và hai nồi hơi đã không thể khởi động. Hậu quả là hạm trưởng chiếc tàu sân bay cùng hai trưởng bộ phận đã bị cách chức do không hoàn thành nhiệm vụ.
Sau khi xảy ra vụ tấn công khủng bố ngày 11 tháng 9, 2001 tại thành phố New York và thủ đô Washington, John F. Kennedy cùng với đội tác chiến của nọ được lệnh hỗ trợ cho Chiến dịch Noble Eagle (Đại bàng Cao quý), thiết lập một vùng an ninh không phận dọc theo bờ biển Đại Tây Dương, bao gồm cả Washington, D.C. Con tàu được tách khỏi hoạt động Noble Eagle vào ngày 14 tháng 9, 2001. Trong sáu tháng đầu năm 2002, máy bay xuất phát từ Kennedy đã ném 31.000 tấn bom và rocket xuống các mục tiêu của phe Taliban và al Qaeda nhằm hỗ trợ cho Chiến dịch Tự do Bền vững.

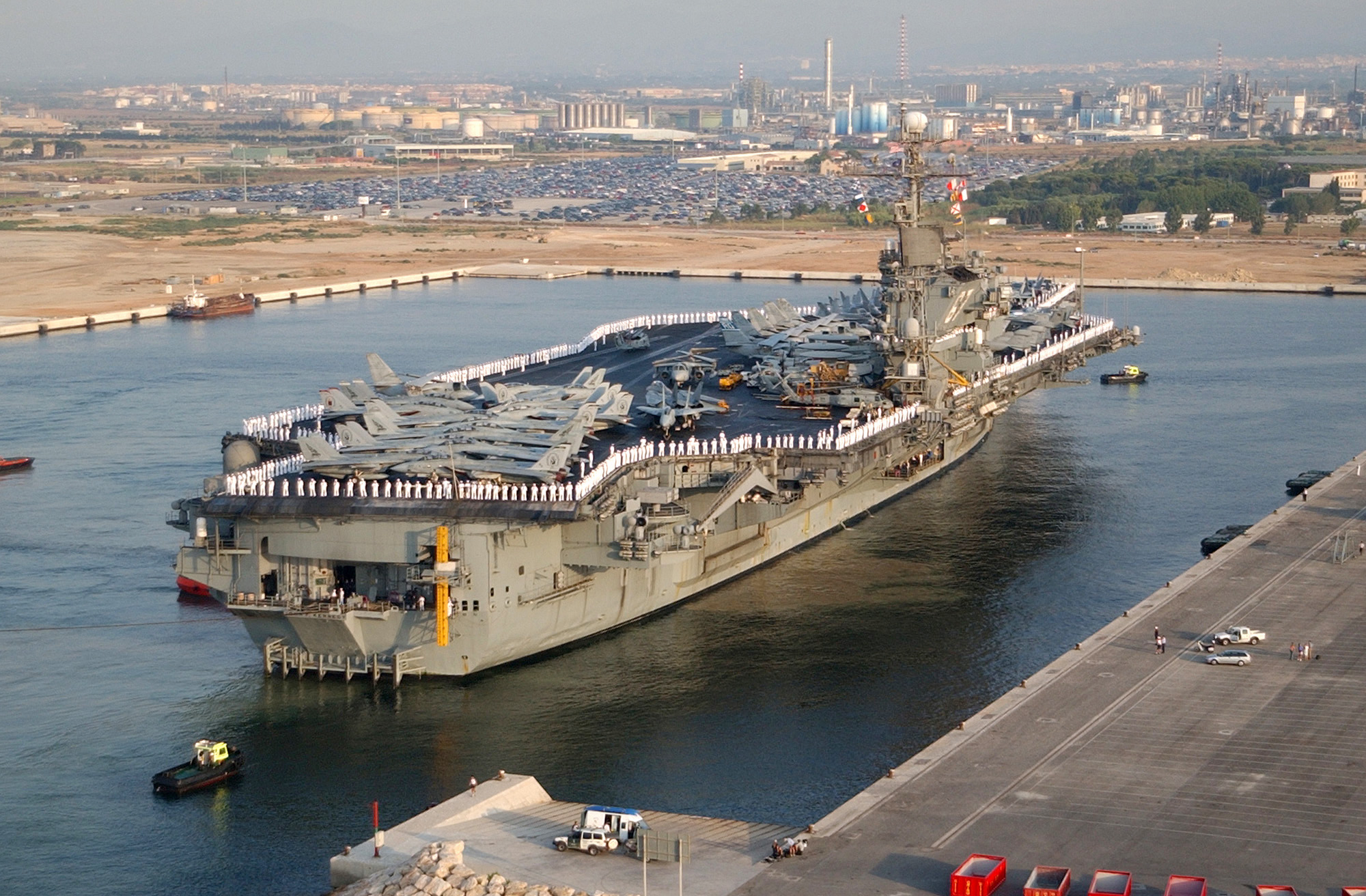
Kennedy đi đến cảng Tarragona

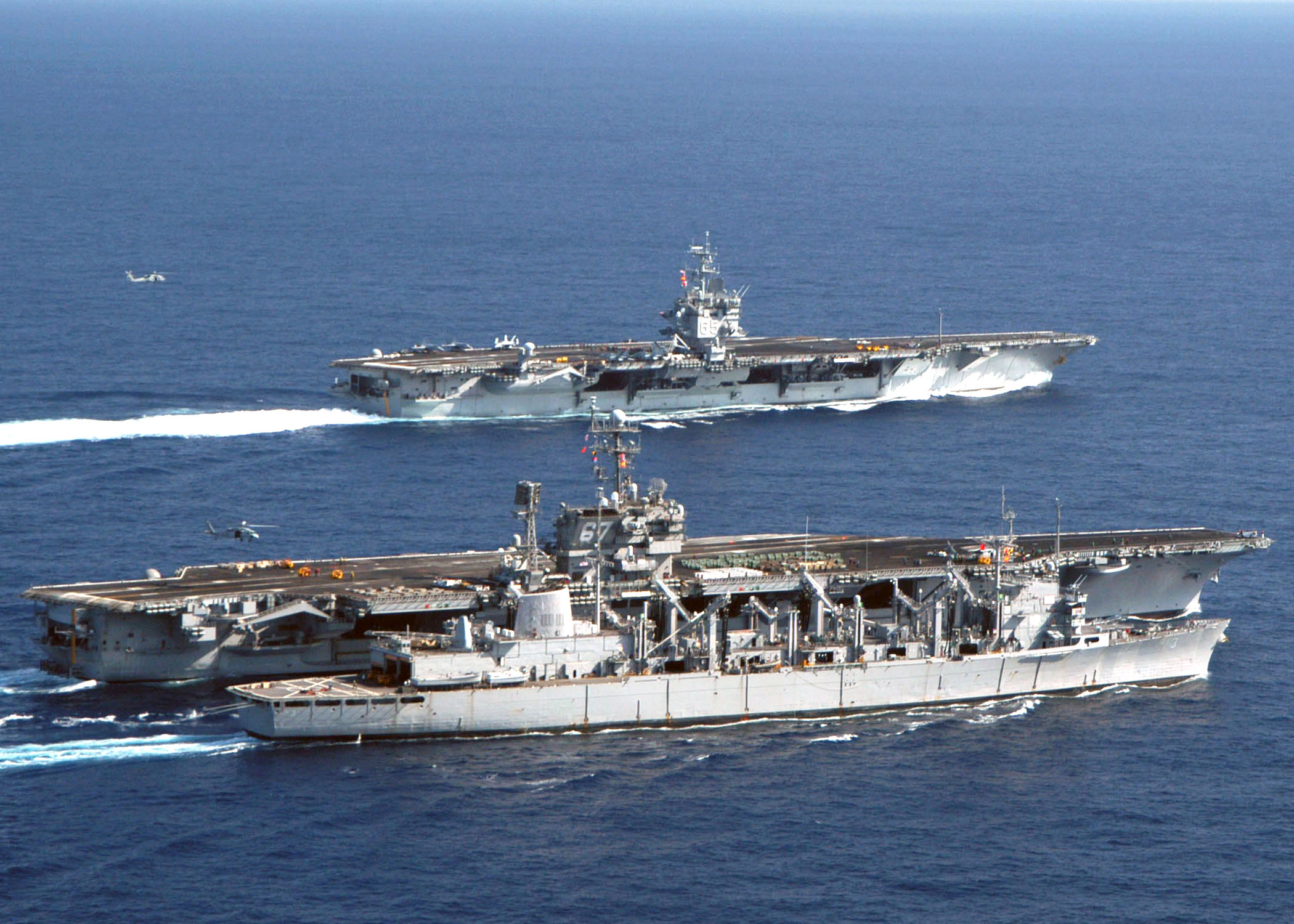
Kennedy (tiền cảnh) hoạt động cùng với vào năm 2004

Vào tháng 8, 2002, John F. Kennedy đã viếng thăm thành phố Tarragona tại Tây Ban Nha.

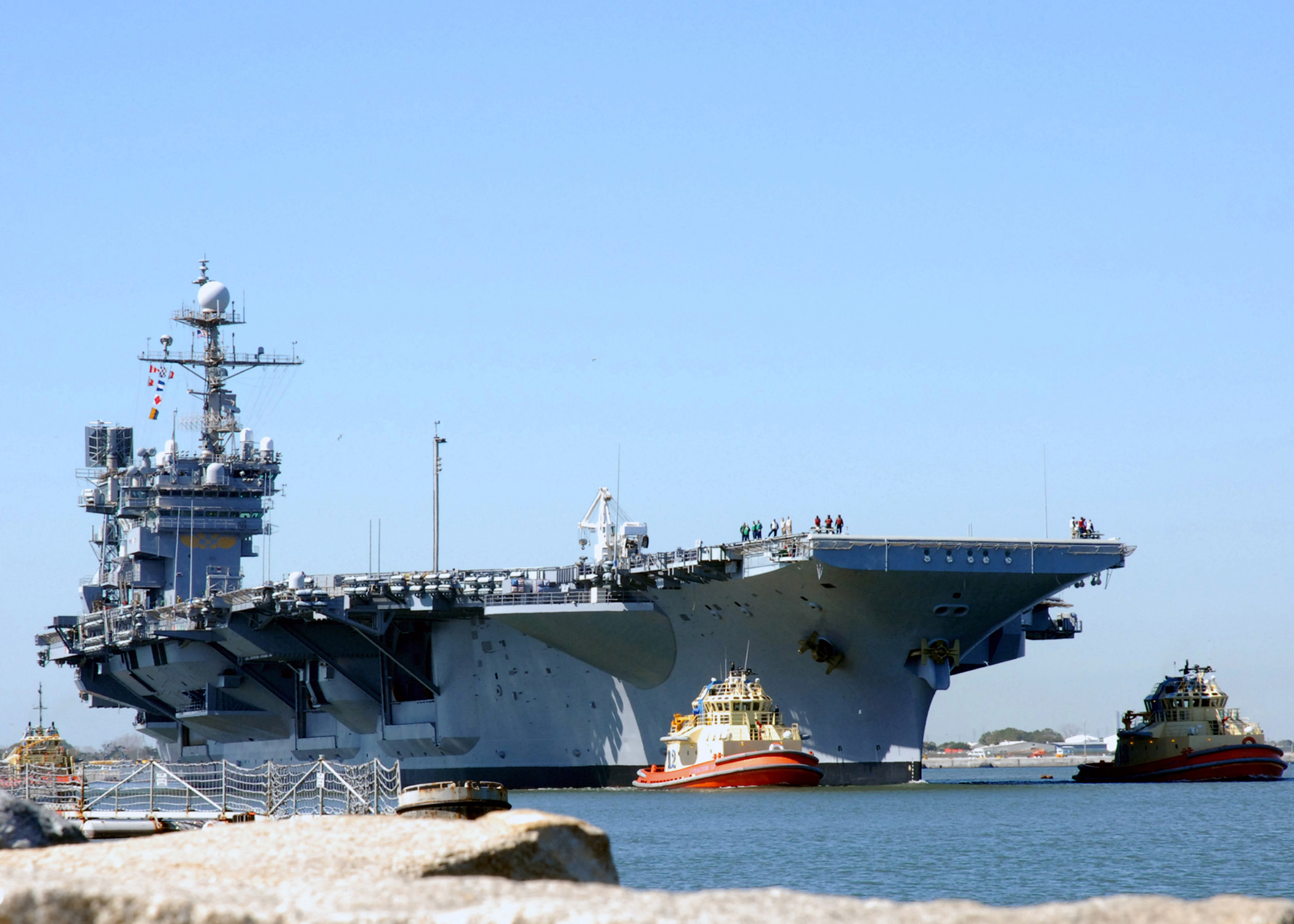
John F. Kennedy khởi hành từ Mayport cho chuyến đi cuối cùng dọc bờ Đông để tham dự Tuần lễ Hạm đội tại thành phố New York, trước khi đi đến Boston, nơi nó sẽ được xuất biên chế

Vào tháng 7, 2004, John F. Kennedy mắc tai nạn va chạm với một chiếc dhow trong vịnh Ba Tư, khiến không một ai trên chuyếc thuyền buồm truyền thống Ả Rập này sống sót; Hạm trưởng của John F. Kennedy đã bị cách chức sau sự vụ này. Chiếc tàu sân bay vẫn được an toàn, nhưng hai máy bay phản lực trên boong tàu bị hư hại khi một máy bay F-14B Tomcat của Liên đội VF-103 trượt đâm vào một chiếc F/A-18C Hornet thuộc Liên đội VFA-81 trên sàn đáp, khi chiếc tàu sân bay cố gắng chuyển hướng gấp để né tránh chiếc thuyền buồm; chiếc Tomcat bị hỏng cánh trong khi chiếc Hornet bị hư hại vòm radar và kính chắn gió phía trước. Có nguồn tin hiểu nhầm cho rằng chiếc tàu sân bay trì hoãn việc chuyển hướng nhằm chờ đợi thu hồi một máy bay chiến đấu làm nhiệm vụ không kích sắp quay trở về tàu trong khi sắp cạn nhiên liệu. Tài liệu điều tra sau tai nạn cho thấy chiếc máy bay vẫn đủ nhiên liệu để lượn vòng chờ đợi an toàn, chờ cho đến khi chiếc tàu sân bay cơ động né tránh chiếc thuyền buồm.

### Xuất biên chế

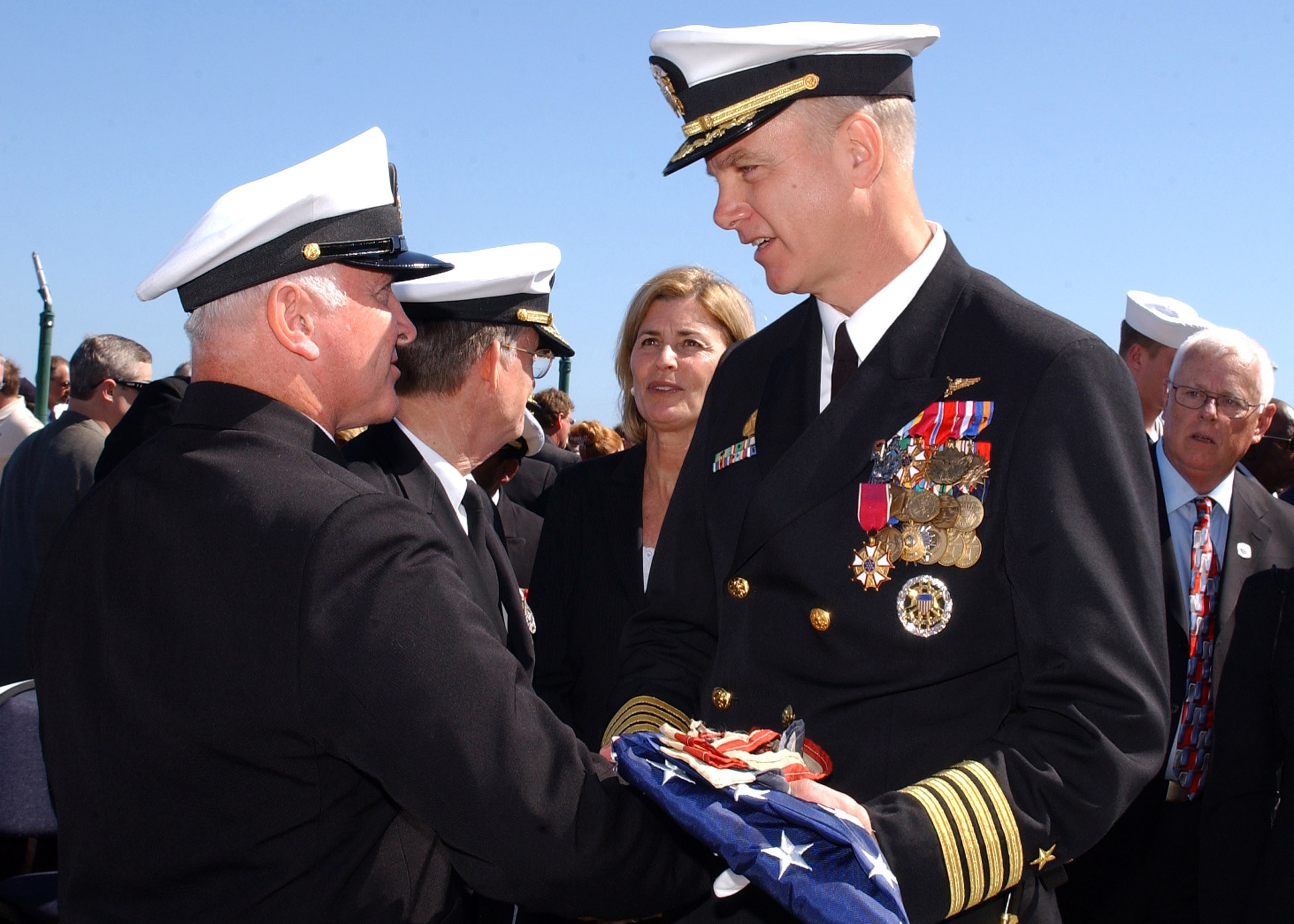
Thượng sĩ nhất Tư lệnh Hải quân Charles L. Dassance trao lại lá cờ chiến trận cho Đại tá Hải quân Todd A. Zecchin, hạm trưởng USS John F. Kennedy, trong buổi lễ xuất biên chế tại Mayport, Florida, ngày 23 tháng 3 năm 2007.

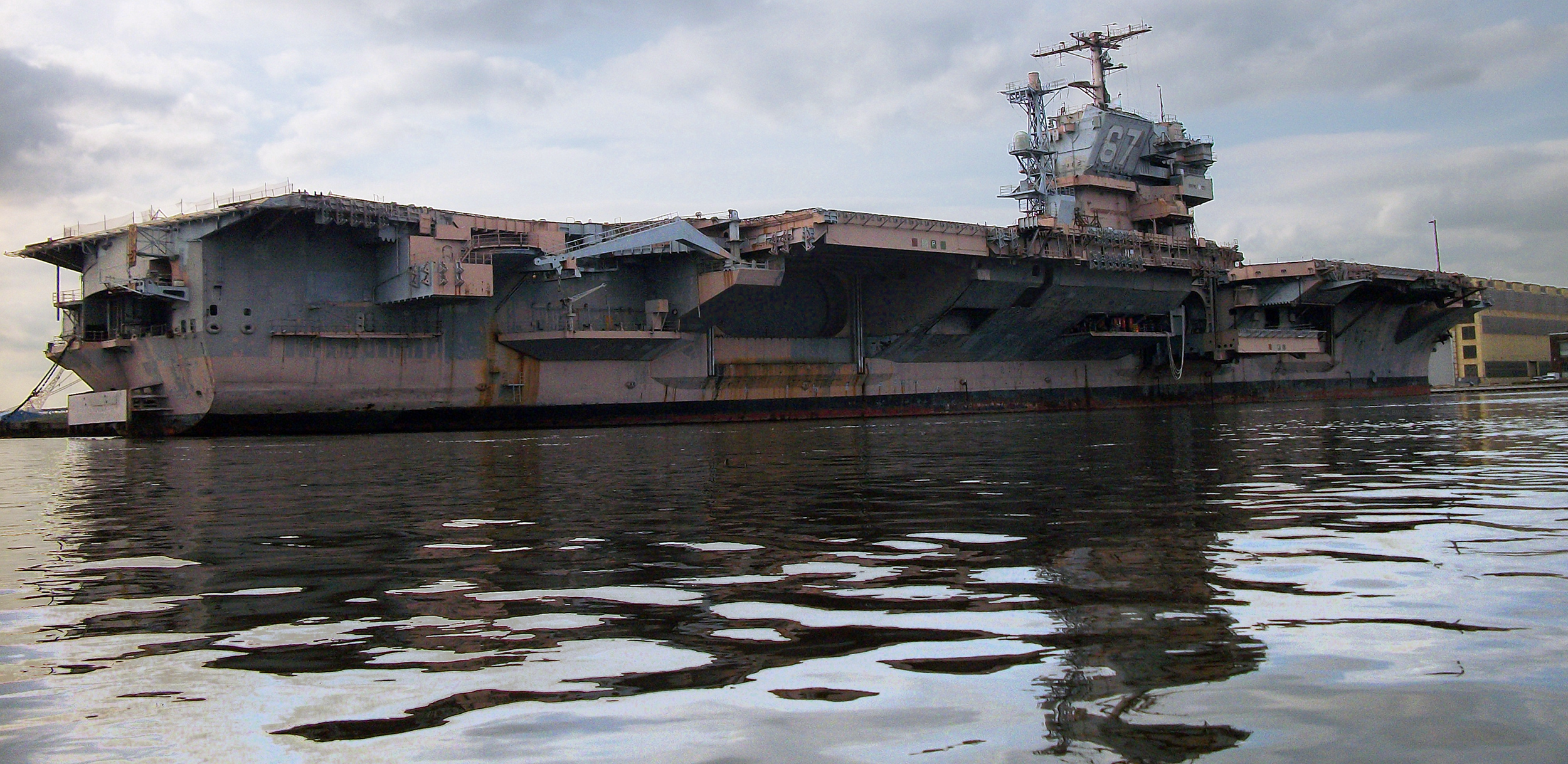
USS John F. Kennedy đang bị bỏ không trong thành phần dự bị tại Philadelphia, ngày 1 tháng 10 năm 2018.

John F. Kennedy là chiếc tàu sân bay tốn kém nhất để bảo trì, và nó đã đến hạn cần phải được đại tu tốn kém trong một bối cảnh cần cắt giảm ngân sách quốc phòng cũng như những thay đổi trong chiến thuật hải quân. Tất cả các yếu tố này đã khiến các giới chức xem xét việc cho con tàu nghỉ hưu. Vào ngày 1 tháng 4, 2005, Hải quân chính thức thông báo kế hoạch đại tu con tàu, vốn dự định kéo dài trong 15 tháng, bị hủy bỏ. Trước khi xuất biên chế, con tàu đã viếng thăm nhiều cảng để công chúng có dịp "tạm biệt" con tàu, kể cả cảng nhà Boston. Nó cũng tham gia lễ hội nhân dịp Tuần lễ Hạm đội Thành phố New York 2005 tại Bảo tàng Hải quân-Không quân-Không gian Intrepid. John F. Kennedy được cho xuất biên chế tại Mayport, Florida vào ngày 23 tháng 3, 2007.
Cabin độc đáo của con tàu, vốn do đích thân Jacqueline Kennedy trang trí với ván ép gỗ, tranh sơn dầu và những hiện vật hiếm, được tháo dỡ và sẽ được phục dựng tại Bảo tàng Quốc gia Không lực Hải quân tại Căn cứ Không lực Hải quân Pensacola, Florida.
John F. Kennedy được kéo đến Norfolk, Virginia vào ngày 26 tháng 7, 2007, và nó tiếp tục neo đậu tại Norfolk trong khi một khu vực nông gần bến tàu số 4 tại Philadelphia được nạo vét để con tàu có thể neo đậu an toàn. Con tàu cuối cùng rời Căn cứ Hải quân Norfolk vào ngày 17 tháng 3, 2008, được chiếc tàu kéo Atlantic Salvor kéo đến Philadelphia, đến nơi vào ngày 22 tháng 3.  Con tàu hiện đang neo đậu cùng hạm đội dự bị Philadelphia.

### Các kế hoạch dự định cho tương lai
Vào tháng 11, 2009, Hải quân Hoa Kỳ đưa John F. Kennedy vào danh sách được giữ lại để trao tặng như một tàu bảo tàng và đài tưởng niệm. Một nguồn tin vào ngày 26 tháng 11, 2009 cho rằng con tàu sẽ được đưa đến Boston, Massachusetts như một tàu bảo tàng hay đài tưởng niệm mà không mất chi phí cho thành phố.
Cho đến tháng 8, 2010, có hai nhóm được bước vào giai đoạn hai của chương trình trao tặng tàu của Hải quân Mỹ:
- Rhode Island Aviation Hall of Fame,[27] Providence, Rhode Island
- Bảo tàng USS John F. Kennedy,[28] Portland, Maine

Vào ngày 4 tháng 1, 2010, Hội đồng thành phố Portland, Maine đồng lòng ủng hộ những nỗ lực của Bảo tàng USS John F. Kennedy trong khi Thống đốc tiểu bang Maine John Baldacci cũng sẵn lòng ủng hộ. Tuy nhiên chỉ một năm sau đó, vào ngày 19 tháng 1, 2011, Hội đồng thành phố lại bỏ phiếu với tỉ lệ 9–0 không tiếp tục kế hoạch đưa con tàu đến Maine.
Cùng với sự ra đời của tàu sân bay chạy năng lượng hạt nhân, Kitty Hawk (CV-63) và John F. Kennedy là những ứng viên tàu sân bay cuối cùng có thể được giữ lại như những tàu bảo tàng, vì chúng có hệ thống động lực thông thường. Những tàu sân bay chạy năng lượng hạt nhân, như là Enterprise (CV-65) và những chiếc lớp Nimitz, đòi hỏi phải phá hủy cấu trúc thân tàu đáng kể để tháo dỡ lò phản ứng hạt nhân sau khi ngừng hoạt động, khiến cho chúng ở trong tình trạng không phù hợp để giữ lại hay bảo tồn.  Đến tháng 10, 2017, Kitty Hawk được thông báo sẽ cho loại bỏ bằng cách tháo dỡ, để lại John F. Kennedy là chiếc tàu sân bay cuối cùng có thể cải biến thành tàu bảo tàng.
Vào cuối năm 2017, Hải quân rút trạng thái giữ lại để trao tặng của con tàu, chuyển nó sang chuẩn bị để tháo dỡ. Hiện vẫn đang còn nhiều nhóm tại Florida, Maine và Rhode Island, dưới sự hỗ trợ của Hiệp hội Cựu chiến binh USS John F. Kennedy, hy vọng thuyết phục được hải quân chuyển lại trạng thái giữ lại để trao tặng, trong khi họ theo đuổi những mục tiêu gây quỹ hầu có thể bảo tồn được con tàu.

## Phần thưởng[32]
| Silver star · Bronze star |                           |                           |
|                           | Bronze star · Bronze star | Bronze star · Bronze star |
| Bronze star · Bronze star |                           |                           |
|                           |                           |                           |

| Đơn vị Tuyên dương Hải quân                           | Đơn vị Tuyên dương Hải quân                                        | Đơn vị Tuyên dương Anh Dũng Hải quân với sáu Ngôi sao Chiến trận   | Đơn vị Tuyên dương Anh Dũng Hải quân với sáu Ngôi sao Chiến trận      |
| Dãi băng Hiệu quả Hải quân với bốn dấu "E"            | Huân chương Phục vụ Phòng thủ Quốc gia với hai Ngôi sao Chiến trận | Huân chương Phục vụ Phòng thủ Quốc gia với hai Ngôi sao Chiến trận | Huân chương Viễn chinh Lực lượng Vũ trang với hai Ngôi sao Chiến trận |
| Huân chương Phục vụ Tây Á với hai Ngôi sao Chiến trận | Huân chương Viễn chinh Chiến tranh Toàn cầu chống Khủng bố         | Huân chương Viễn chinh Chiến tranh Toàn cầu chống Khủng bố         | Huân chương Phục vụ Chiến tranh Toàn cầu chống Khủng bố               |
| Huân chương Phục vụ Lực lượng Vũ trang                | Huân chương Giải phóng Kuwait (Saudi Arabia)                       | Huân chương Giải phóng Kuwait (Saudi Arabia)                       | Huân chương Giải phóng Kuwait (Kuwait)                                |